# Cordon bleu
Een cordon bleu of schnitzel cordon bleu is een gepaneerd of ongepaneerd stuk kalfsvlees, kippenvlees, rundvlees of varkensvlees, gelijk aan een schnitzel, maar gevuld met ham en kaas. Als kaas wordt Emmentaler, Gruyère of Raclette gebruikt.

## Herkomst en naamgeving
Er zijn verschillende theorieën over de herkomst en de naam van het gerecht. Deze zijn onder andere:
- Het gerecht komt mogelijk uit Zwitserland of Oostenrijk.
- De benaming is wellicht afkomstig van de École Le Cordon Bleu, een Franse gastronomische opleiding. Het gerecht zou zijn naam bij een Franse kookwedstrijd gekregen hebben.
- Het gerecht is mogelijk bedacht door de Zwitserse kok van het turbineschip Bremen dat van 1929-1933 de Blauwe wimpel voerde - maar de Franse naam daarvoor is Ruban bleu. In het Engels wordt de Cordon bleu dan ook Blue ribbon genoemd.

## Bereiding
Het vlees wordt horizontaal opengesneden en opengeklapt waarna zowel de binnenkant als buitenkant met zout en peper bestrooid wordt. Vervolgens wordt een plak kaas op een plak ham gelegd en deze worden één of meerdere malen opgevouwen met de ham aan de buitenkant waardoor de kaas er niet uit kan lopen. De opgevouwen ham en kaas worden tussen de twee vleeslappen gelegd en het geheel wordt aan de randen aangedrukt zodat het weer gesloten wordt. Eventueel wordt de cordon bleu met een satéprikker bij elkaar gehouden. De buitenkant wordt met ei, water en paneermeel bewerkt. Hierna wordt de cordon bleu in een koekenpan gebakken. Cordon bleu kan ook gefrituurd worden.

## Varianten
- Een variant van de cordon bleu is de kip Kiev. Dit is een kip cordon bleu gevuld met knoflookboter en kruiden.
- De Servische keuken kent een variant (de Karađorđeva šnicla) die gevuld wordt met Kajmak, een soort zure room. Deze wordt door zijn fallusvorm ook wel Maagdendroom genoemd.
- De Valdostana is een variant uit de Italiaanse keuken waarbij een schnitzel tijdens het bakken eerst met ham en daarna met een laag kaas bedekt wordt. Eventueel worden daar nog kruiden overheen gestrooid.